# Називний відмінок (гурт)

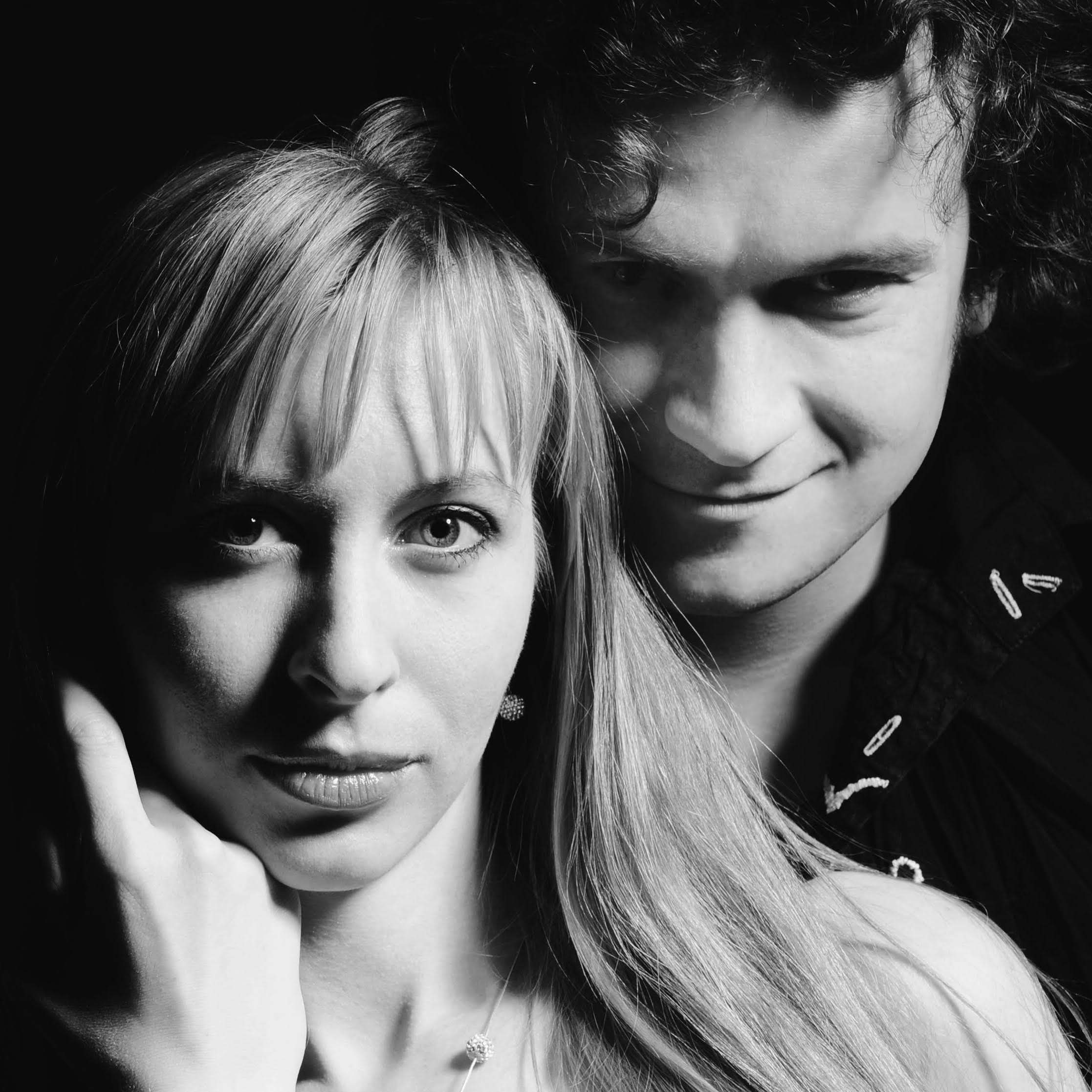

Називний відмінок (Назвід, NAZVID)  — український гурт з міста Тернополя.

## Історія
Гурт засновано у 2005 році.
За час роботи Називний відмінок був учасником фестивалів: «Бескиди 2007», «Червона рута' 08» (лауреати відбіркового туру в жанрі акустичної музики), «Срібна підкова», «Лемківська ватра» (Польща, Ждиня), «Лемківські дзвони», «Рейвах нова генерація», «Креатиff парад», «Підкамінь»та ін.
Основними авторами текстів та музики є керівник гурту Віталій Кічак та солістка гурту Ксеня Кічак, а твори у виконанні гурту можна неодноразово почути в радіоефірах та під час мистецьких заходів міста Тернополя, краю.
Колектив також співпрацює із поетами Тернопільщини. Так, наприкінці січня 2012 року гуртом презентовано дебютний альбом «Доба» на вірші Зоряни Биндас. Альбом виданий разом зі збіркою віршів «Безсмертя». 9 лютого 2012 року у Тернополі відбулась презентація літературно-музичного проєкту «Доба. Безсмертя».
Наприкінці 2014 року гурт презентує старовинну лемківську колядку «Темненька ніченька».

## Дискографія
- 2007 — сингл «Проба»
- 2009 — сингл «Новорічний»
- 2011 — сингл «Весняна»
- 2012 — акустичний альбом «Доба»
- 2014 — сингл «Темненька ніченька» (колядка)
- 2016 — сингл «Спи, маленький козачок» (колискова)

## Склад
- Ксеня Кічак — вокал
- Віталік Кічак — гітара/аранжування